# Peribolaster biserialis
Peribolaster biserialis is een zeester uit de familie Korethrasteridae.
De wetenschappelijke naam van de soort werd in 1905 gepubliceerd door Walter Kenrick Fisher.